# David Corrêa da Fonseca
David Corrêa da Fonseca, genannt David, (* 17. Oktober 1995 in Vitória) ist ein brasilianischer Fußballspieler. Der spielstarke Fuß von David ist der rechte. Er wird vorwiegend als offensiver Mittelfeldspieler zentral eingesetzt, alternativ wird er auch als Außenmittelfeldspieler rechts oder links aufgestellt.

## Verein
David startete seine Laufbahn im Nachwuchsbereich des EC Vitória. Bei dem Klub schaffte er 2015 den Sprung in den Profikader. In der Copa do Nordeste betritt David am 19. März 2015 sein erstes Spiel als Profi. In dem Heimspiel wurde er in der 79. Minute eingewechselt. In der brasilianischen Meisterschaft trat David in der Saison 2015 das erste Mal in der Série B an. Im Auswärtsspiel gegen den Botafogo FR in Rio de Janeiro am 30. Mai 2015, dem vierten Spieltag der Saison, wurde David in der 67. Minute eingewechselt. Sein erstes Tor als Profi gelang David auch in der Meisterschaftsrunde. Nachdem er in der 58. Minute eingewechselt wurde, erzielte er, am 11. Juli 2015 im Auswärtsspiel gegen den Paraná Clube, in der 61. Minute den einzigen Treffer der Partie. Am Ende der Saison konnte Vitória als Tabellendritter in die Série A aufsteigen. In der Saison 2016 bestritt David dann sein erstes Spiel in der obersten brasilianischen Spielklasse. Hier gab er sein Debüt am ersten Spieltag, als er im Auswärtsspiel gegen den Santa Cruz FC nach der Halbzeitpause eingewechselt wurde. In der Saison gelang David sein erster Treffer in der Série A. Im Heimspiel gegen den América Mineiro kam er in der 46. Minute ins Spiel und erzielte in der 64. das Tor zum 2:0 (Endstand 2:1).
Im Januar 2018 wechselte David für 2,5 Mio. Euro (ca. 9,75 Mio. brasilianische Real) zum Cruzeiro EC nach Belo Horizonte. Für Zahlung der Ablöse wurde eine Ratenzahlung von 1,5 Mio. Euro (5,85 Mio. Real), die sofort zahlbar waren und eine weitere zum 20. Februar des Jahres in Höhe von 1 Mio. Euro (3,9 Mio. Real). Cruzeiro erwarb damit 70 % der Transferrechte an David. Cruzeiro übernahm den Spieler, obwohl dieser noch eine Verletzung am rechten Oberschenkel aus seiner Zeit bei Vitória hatte. Am 22. April 2018, dem zweiten Spieltag der Meisterschaftsrunde 2018, bestritt David sein erstes Ligaspiel für Cruzeiro. Im Auswärtsspiel gegen Fluminense Rio de Janeiro wurde er nach der Halbzeitpause für Lucas Silva eingewechselt. Sein erstes Tor Raposa erzielte er am 34. Spieltag der Saison. Im Heimspiel am 14. November 2018 gegen Corinthians São Paulo erzielte David nach Vorlage von Fred in der 14. Minute das einzige Tor der Partie.
Nach dem Abstieg von Cruzeiro am Ende der Série A 2019 in die Série B, erlangte David auf dem Klageweg seine Freigabe und wechselte zum Fortaleza EC. Mit dem Klub konnte er im Oktober 2020 die Staatsmeisterschaft von Ceará gewinnen.
Im Januar 2022 unterzeichnete David einen Vertrag bis Dezember 2025 bei SC Internacional. Zur Saison 2023 wurde der Spieler an den Série A Konkurrenten FC São Paulo bis Ende des Jahres ausgeliehen. Die Leihe erfolgte auf Wunsch des Trainers von São Paulo Rogério Ceni. Der Kontrakt wurde bis zum Jahresende befristet und enthielt eine Kaufoption. Am 24. September konnte David mit dem Klub den Erfolg in der Copa do Brasil 2023 über Flamengo Rio de Janeiro feiern. Die Kaufoption wurde nicht gezogen. David kehrte nicht zu Internacional zurück, sondern wurde für die Saison 2024 wieder verliehen. Er kam zum CR Vasco da Gama nach Rio de Janeiro. Im September zog er sich einen Kreuzbandriss zu, aufgrund dessen er bis zum Ende des Jahres ausfiel.

## Erfolge
Vitória
- Staatsmeisterschaft von Bahia: 2016, 2017

Cruzeiro
- Staatsmeisterschaft von Minas Gerais: 2018, 2019
- Copa do Brasil: 2018

Fortaleza
- Staatsmeisterschaft von Ceará: 2020, 2021

São Paulo
- Copa do Brasil: 2023